# Suita
Suita (吹田市 Suita-shi) és una ciutat i municipi de la prefectura d'Osaka, al Japó. És la sisena ciutat en nombre de població a la prefectura d'Osaka.

## Geografia
La ciutat de Suita es troba just al nord de la ciutat d'Osaka, limitant amb ella. Cap a l'oest, Suita limita amb el municipi de Toyonaka. Al nord limita amb el municipi de Minō, a l'est i al nord-est amb les ciutats d'Ibaraki i amb Settsu.

## Història
La ciutat al seu estatus legal actual va ser fundada l'1 d'abril de 1940. A la ciutat es va celebrar l'Exposició Universal de 1970 i encara roman el complex construït per a l'ocasió amb el monorail.

## Política

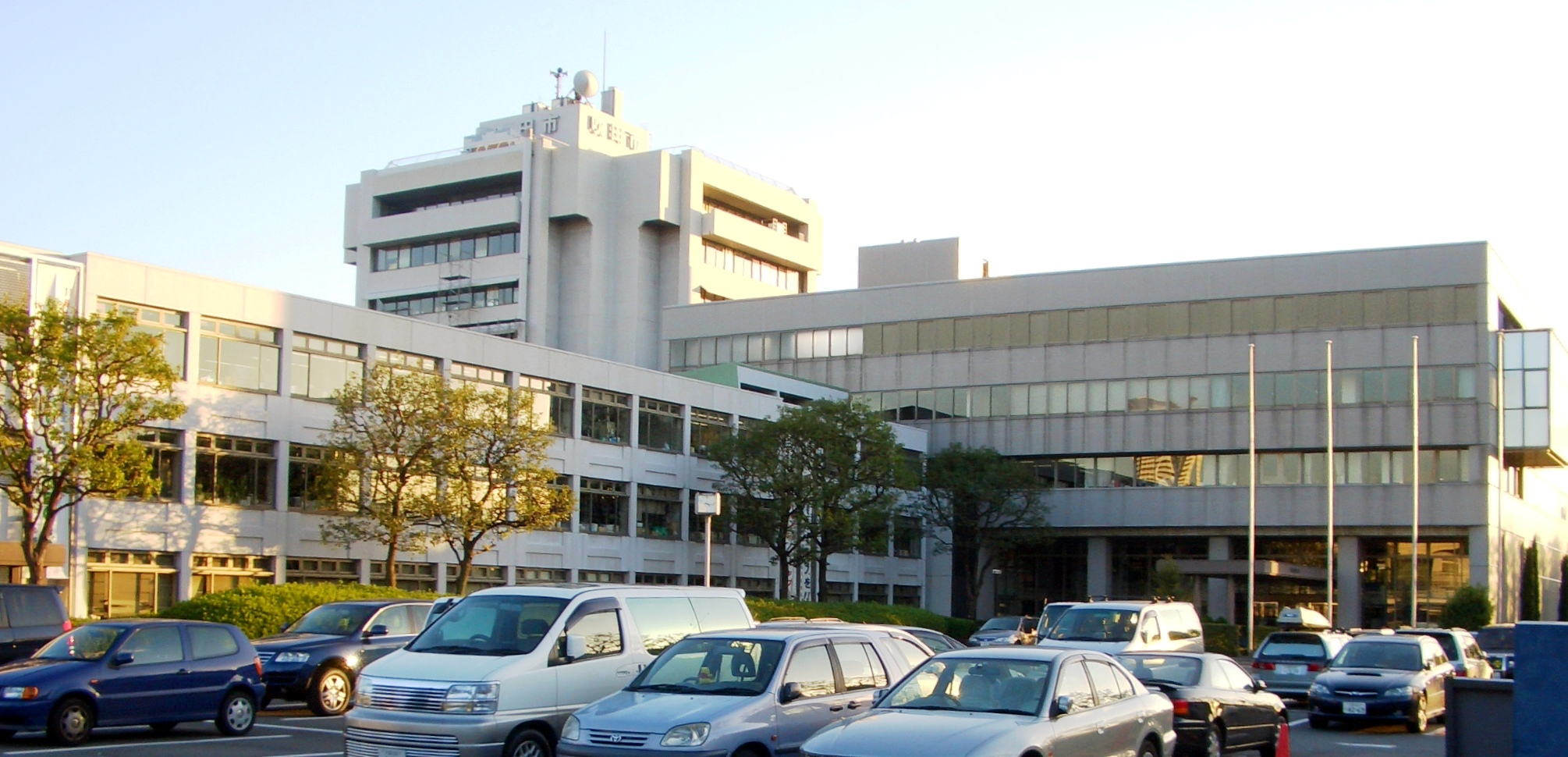
Edifici de l'ajuntament de Suita

### Assemblea municipal
La composició del ple municipal de Suita és la següent:
| Partit | Partit                               | Partit  | Regidors |
| ------ | ------------------------------------ | ------- | -------- |
|        | Partit Comunista del Japó            | PCJ     | 7 / 36   |
|        | Kōmeitō                              | KMT     | 7 / 36   |
|        | Partit Liberal Democràtic            | PLD     | 6 / 36   |
|        | Associació de la Restauració d'Osaka | OIK     | 5 / 36   |
|        | PDC-CSJ                              | PDC-CSJ | 4 / 36   |
|        | Independents                         |         | 7 / 36   |
|        | Escons vacants                       |         | 0 / 36   |

### Alcaldes
En aquesta taula només es reflecteixen els alcaldes democràtics, és a dir, des de l'any 1947.
| Període   | Alcalde           | Partit  |
| --------- | ----------------- | ------- |
| 1947-1951 | Tarō Okamoto      | Ind     |
| 1951-1955 | Kujirō Kimura     | PSJ     |
| 1955-1959 | Junjirō Yamaguchi | Ind.    |
| 1959-1967 | Shizuo Murata     | Ind.    |
| 1967-1971 | Harauo Yamamoto   | Ind.    |
| 1971-1991 | Kazuo Ebara       | PSJ-PCJ |
| 1991-1999 | Tsuneo Kishida    | PCJ     |
| 1999-2011 | Yoshio Sakaguchi  | Ind.    |
| 2011-2015 | Tetsuya Inoue     | ARO     |
| 2015-     | Keiji Gotō        | Ind     |